# Asger Nørgaard Larsen
Asger Nørgaard Larsen (født 9. maj 1931 i Varde, død 27. september 2008) var en dansk journalist og forfatter, der var chefredaktør for Jyllands-Posten fra 1985 til 1990 og senere formand for Jyllands-Postens Fond.
Han blev efter studentereksamen fra Marselisborg Gymnasium i 1950 uddannet som officer og sluttede i 1953 som premierløjtnant af reserven. Derefter besluttede han sig for at blive journalist og blev elev på dagbladet Dannevirke i Haderslev. Senere fortsatte han på Demokraten og Århus Stiftstidende.
Laust Jensen, som han mødte på Stiftstidende, hentede ham i 1964 til Jyllands-Posten som søndagsredaktør. De to dannede parløb de næste 30 år med en afstikker til ledelsen af Berlingske Tidende 1974-1977. Asger Nørgaard Larsen sad i chefredaktionen sammen med Laust Jensen frem til 1985, hvor han selv overtog tøjlerne som både ansvarshavende chefredaktør og administrerende direktør frem til 1990. Efterfølgende afløste han Laust Jensen som bestyrelsesformand for Jyllands-Posten, og fra 1994 til 2006 var han formand for Jyllands-Postens Fond. Han var således en af nøglepersonerne bag fusionen med Politiken til JP/Politikens Hus i 2003.
Han var desuden medlem af uddannelsesrådet for Journalisthøjskolen og censor samme sted samt bestyrelsesmedlem i nationale og internationale presseorganisationer.
Som forfatterede debuterede han i 1982 med romanen Drømmen om det ukendte. En beretning om goternes vandring gennem Europa. Den historiske roman Pigen fra Ruse fra 1997 blev hans sidste.